# Vainica Doble
Vainica Doble fue un dúo español de música pop formado por Gloria van Aerssen (1932-2015) y Carmen Santonja (1934-2000) que estuvo en activo de forma irregular entre 1971 y 2000 y que influyó considerablemente en el pop independiente español.
Aunque su actividad artística se desarrolló siempre al margen de las grandes casas discográficas, a finales de los años setenta sus canciones y su actitud llamaron la atención de varios músicos independientes que, con el tiempo, conformarían el germen de la así llamada Nueva Ola de la música española. Carlos Berlanga y Fernando Márquez, especialmente, acercaron luego a Vainica Doble a los nuevos grupos de música indie, como Le Mans, La Buena Vida, Nosoträsh o Family, algunos de los cuales grabaron también para Elefant Records, compañía que editó el último disco del dúo. El grupo editó sus discos a través de ocho compañías diferentes.

## Biografía
Carmen Santonja y Gloria van Aerssen se conocieron casualmente en la Universidad Complutense de Madrid. Carmen esperaba distraídamente el autobús silbando Tannhäuser, y al llegar Gloria, reconociendo la melodía, se unió. Ahí empezó su amistad. Gloria estudiaba Bellas Artes y Carmen estaba en el Conservatorio con la carrera de piano. Empezaron a colaborar musicalmente en 1966, tras el festival de Benidorm, cuando Gloria le propuso a Carmen que se lanzaran a la composición, pues consideraba mediocres las canciones presentadas en Benidorm.
Más tarde debutan anónimamente en una película de Marisol de 1969, Carola de día, Carola de noche. A través de Enrique de las Casas, directivo de Televisión Española, entran en contacto con el grupo Music Son y aportan a su repertorio algunos temas, entre ellos Lágrimas de cocodrilo, que se emite por televisión.
El siguiente trabajo del dúo es componer una sintonía y varias canciones para la serie televisiva Fábulas, proyecto de Jaime de Armiñán. Esto las lleva a colaborar con músicos y arreglistas y a dar forma a su primer trabajo profesional como dúo que canta y compone. Entran en contacto con Pepe Nieto, que está produciendo a un grupo llamado Nuevos Horizontes, al que Carmen y Gloria aportan cuatro temas: El afinador de cítaras, Las cuatro estaciones, Mi mosca favorita y Mi churumbel. A la vez que componen temas para nuevos sencillos del grupo, conocen al director de cine Iván Zulueta y preparan tres canciones para su película Un, dos, tres, al escondite inglés.
Tras esta experiencia, Nieto les propone grabar un sencillo con su propio nombre. De una larga lista de nombres, eligen finalmente Vainica Doble. El sencillo, grabado con la discográfica Columbia, incluye las canciones La bruja y Un metro cuadrado, que muchos años después versionarían Los Planetas. El disco pasa desapercibido para el gran público, pero un pequeño grupo de aficionados lo reciben con entusiasmo.
A continuación colaboran en una nueva temporada de Fábulas, acompañadas por un grupo llamado Tickets (del que surgiría Asfalto), que incluiría en su primer sencillo, un tema de Vainica Doble titulado El rigor de las desdichas.
Al acabar su contrato con Columbia, a través de Pepe Nieto contactan con Manolo Díaz, que dirige el sello Ópalo, de reciente creación. Otra vez con Tickets, graban un sencillo titulado Refranes, tema que de nuevo es sintonía de una serie de televisión. En 1971 por fin graban su primer disco de larga duración, Vainica Doble, producido por Manolo Díaz. Incluye temas tan sorprendentes como Guru Zakun Kin Kon, la historia de un dragón extraterrestre que entra en contacto, traumáticamente, con la especie humana. Una vez terminado el disco, la compañía tiene problemas con la censura a causa de la canción Quién le pone el cascabel al gato, en la que se quiso ver una alegoría sobre Franco, aunque solo se trataba de musicar una fábula.
En 1972 graban un disco navideño que contiene dos temas en los que colaboran Aguaviva, del mismo sello: Oh Jesús y Evangelio según san Lucas. Sería el último trabajo de Vainica Doble para Ópalo. Tras el cierre de la compañía, firman con Ariola y para este sello editan Heliotropo, un disco con una producción más elaborada, con arreglos orquestales y la dirección artística de Pepe Nieto. A este álbum pertenecen clásicos del grupo como Habanera del primer amor y Elegía al jardín de mi abuela. Con este álbum realizan algunas de sus pocas actuaciones en directo, en la madrileña sala Morocco y en Bourbon St. Componen la sintonía de la serie de televisión Tres eran tres y actúan en el programa infantil Hoy también es fiesta.
En 1975 José Luis Borau les pide la banda sonora de su película Furtivos. Firman con la discográfica Gong y en el verano de 1976 graban su siguiente disco, Contracorriente. Su tema más popular es Déjame vivir con alegría, armado con un sorprendente arreglo de sitar. Descontentas con la producción definitiva, desaparecen de escena.
En 1980 vuelven al estudio de grabación. De estas sesiones surge el disco El eslabón perdido, en el que recuperan varias canciones de televisión y temas olvidados y añaden algunas melodías nuevas. En 1981 editan El tigre del Guadarrama, de ambiente oscuro y crítico. En canciones como Crónica madrileña dan su peculiar visión roquera de la naciente Movida madrileña. En 1984 editan un doble disco titulado Taquicardia, un regreso intrigante y muy experimental. Ese mismo año crean e interpretan, junto a Joaquín Sabina, la sintonía de Con las manos en la masa, un programa de TVE presentado por Elena Santonja, hermana de Carmen. En 1987 colaboran como "asesor musical" en la película Mi general, de Jaime de Armiñán.
En 1997 sale a la luz Carbono 14, con el que la discográfica intenta encauzarlas hacia un público masivo. Interfiere en los arreglos y les impone colaboradores como Alejandro Sanz, Miguel Bosé e Ismael Serrano, con tirón comercial pero con poca o ninguna relación con la estética del dúo. Resulta su disco más vendido, pero también el que menos aprecian sus seguidores.
En el 2000 las Vainica se despiden definitivamente con En familia, grabado en el sello independiente Elefant y sin ninguna presión comercial. Incluye la balada Dices que soy y la prensa especializada lo saluda como uno de los mejores del año. Colaboran en él los hijos y nietos de las cantantes.
Compusieron también algunas de las más conocidas sintonías de televisión de los últimos años, como la de las series Juncal (de Jaime de Armiñán) y Celia (de José Luis Borau), y crearon canciones para artistas como Luz Casal, Sergio y Estíbaliz o Paco Clavel.
Carmen Santonja falleció el 23 de julio de 2000 en la ciudad de Madrid a los 66 años, y quince años después, el 22 de octubre de 2015, lo hizo Gloria van Aerssen en el hospital de la localidad de Cercedilla (Comunidad de Madrid) a los 83 años.

## Discografía
- Vainica Doble (1971)
- Heliotropo (1973)
- Contracorriente (1976)
- El eslabón perdido (1980)
- El tigre del Guadarrama (1981)
- Taquicardia (1984)
- 1970 (1991), versiones de algunos de los temas editados por el grupo en los años 70 para las discográficas Ópalo y Columbia
- Carbono 14 (1997)
- Miss labores (1999)
- En familia (2000)

Discos recopilatorios
- Coser y cantar (1997)
- Vainica Doble. Grandes éxitos (2007)
- A la manera de Vainica Doble (2017), disco homenaje que recopila rarezas, duetos y versiones de sus canciones más icónicas que diversos artistas han querido interpretar para la ocasión o grabaron en su día, permaneciendo totalmente inéditos.